# Сидорково (деревня, Максатихинский район)
Сидорково — деревня в Максатихинском районе Тверской области. Входит в состав Зареченского сельского поселения, до 2006 года центр Сидорковского сельского округа.
Расположена в 12 км к востоку от районного центра Максатиха, на автодороге «Вышний Волочёк-Бежецк-Сонково». В 3 км к юго-западу от деревни есть станция Сидорково (железнодорожная линия Бологое — Сонково — Рыбинск). В 1,5 км к северу — река Молога.
Население по переписи 2002 — 330 человек, 152 мужчины, 178 женщин.

## История
Во второй половине XIX — начале XX века деревня Сидорково относилась к Максатинскому приходу Рыбинской волости Бежецкого уезда. В 1859 году в ней 35 дворов, 186 жителей, в 1887 — 50 дворов, 328 жителей, школа грамотности, 3 ветряные мельницы, кузница; промыслы жителей: лесной (заготовка и возка дров), работа на мельницах.
В 1919 году в Сидорково центр одноимённого сельсовета Рыбинской волости Бежецкого уезда — 89 дворов, 509 жителей. С 1929 года в составе Максатихинского района (с 1935 года — в Калининской области).
В 1970-80-е годы в деревне сельсовет, центральная усадьба колхоза «Путь к Коммунизму».
В 1997 году — 123 хозяйства, 326 жителей. Администрация сельского округа, начальная школа, медпункт, отделение связи, магазин.